# Monument ter nagedachtenis aan slachtoffers van schending van mensenrechten vanaf 25 februari 1980
Het Mensenrechtenmonument of Monument voor de mensenrechten, voluit het Monument ter nagedachtenis aan slachtoffers van schending van mensenrechten vanaf 25 februari 1980, is een gedenkteken in Paramaribo, Suriname.
Het staat aan de Dr. Sophie Redmondstraat, in de middenberm tegenover het Kabinet van de Vicepresident. Het herinnert aan schendingen van mensenrechten in het algemeen en aan de slachtoffers van het militaire regime in Suriname (1980-1987) in het bijzonder.

## Jaarlijkse herdenkingsceremonie
Jaarlijks vindt bij het monument een herdenkingsplechtigheid plaats op de Dag van de Mensenrechten. Op deze dag (10 december) in 1948 nam de Algemene vergadering van de Verenigde Naties de Universele Verklaring van de Rechten van de Mens aan.

## Onthullingsceremonie
Het monument werd op 13 juli 1993 door president Ronald Venetiaan onthuld in aanwezigheid van rond de driehonderd mensen, onder wie ministers, de DNA-voorzitter en diplomaten. Het initiatief kwam van Ilse Labadie, een mensenrechtenactiviste en bankdirectrice, en voorzitster van de Organisatie voor Gerechtigheid en Vrede (OGV).
De ceremonie werd geleid door A. van Eick. Na het ontsteken van het vredesvuur las Orlando Emanuels een protestgedicht voor. Hierna lieten de dochter van decemberslachtoffer Kenneth Gonçalves en de moeder van politieagent Herman Gooding tien vredesduiven vrij.
Nirmala Rambocus riep in haar toespraak op om de Decembermoorden (1982) te onderzoeken en de daders te berechten. Haar broer, Soerinder Rambocus, was een van de slachtoffers. Het onderzoek en de berechting kwamen er uiteindelijk alsnog, nadat in 2000 de verjaringstermijn werd gestuit en uiteindelijk in 2019 en 2023 zeven daders tot lange gevangenisstraffen werden veroordeeld, onder wie Desi Bouterse als hoofdverdachte. Hij en drie andere verdachten zijn echter voortvluchtig.

## Inzameling en prijsvraag
De OGV weigerde geld van de overheid voor het monument en hield een wekenlange inzamelingsactie via de radio onder de titel Samen geven voor gerechtigheid. Er werden donaties ontvangen van particulieren, verenigingen en bedrijven. Een succesvol onderdeel was de verkoopactie van briefkaarten met afbeeldingen van Surinaamse kunstwerken.

## Kunstenaar
Het monument werd uit gewalste stalen platen gemaakt door William Lie A Njoek. Hij kreeg de opdracht na het winnen van een prijsvraag. Hij werkte samen met de lasser Gordon Barclay en met Doorson's Constructie Bedrijf.